# راس باغداساریان جونیور
راس باغداساریان جونیور (انگلیسی: Ross Bagdasarian, Jr.؛ زادهٔ ۲۵ اکتبر ۱۹۴۹) یک تهیه‌کننده، آهنگساز، فیلم‌نامه‌نویس، و صدا پیشه ارمنی-آمریکایی است. وی از سال ۱۹۷۸ میلادی تاکنون مشغول فعالیت بوده‌است.

## فیلمشناسی
| سال  | عنوان                                     | تهیه‌کننده | نویسنده | هنرپیشه | نقش                            | توضیحات         |
| ---- | ----------------------------------------- | --------- | ------- | ------- | ------------------------------ | --------------- |
| ۱۹۸۷ | The Chipmunk Adventure                    | آری       | آری     | آری     | آلوین و سنجاب ها David Seville |                 |
| ۱۹۹۹ | Alvin and the Chipmunks Meet Frankenstein | آری       | نه      | آری     | آلوین و سنجاب ها David Seville | Direct-to-video |
| ۲۰۰۰ | آلوین و سنجاب ها گرگینه را می‌بینند        | آری       | نه      | آری     | آلوین و سنجاب ها David Seville | Direct-to-video |
| ۲۰۰۵ | Little Alvin and the Mini-Munks           | آری       | نه      | آری     | آلوین و سنجاب ها David Seville | Direct-to-video |
| ۲۰۰۷ | آلوین و سنجاب ها (فیلم ۲۰۰۷)              | آری       | آری     | آری     | Alvin (singing voice)          | Songwriter      |
| ۲۰۰۹ | آلوین و سنجاب ها: اسکوئیکل                | آری       | نه      | آری     | Alvin (singing voice)          | Singing Voice   |
| ۲۰۱۱ | آلوین و سنجاب ها ۳                        | آری       | نه      | آری     | Alvin (singing voice)          | Singing Voice   |
| ۲۰۱۵ | آلوین و سنجاب ها (فیلم ۲۰۱۵)              | آری       | نه      | آری     | Alvin (singing voice)          | Singing Voice   |

## نگارخانه

آلوین و سنجاب‌ها